# Пейдж, Питер
Питер Пейдж (англ. Peter Paige ) — американский актёр, режиссёр и продюсер, больше всего известный зрителям по роли Эмметта Ханикатта в сериале «Близкие друзья (американская версия)», открытый гей.

## Биография
Уроженец штата Коннектикут Питер Пейдж в раннем возрасте начал интересоваться театральным искусством. Уже в младших классах школы он играл чучело в спектакле «Волшебник страны Оз».
Учась в четвёртом классе, Питер выступил в качестве сценариста, режиссёра и актёра в пьесе «Черта: Годы в колледже» (Grease: The College Years), которая являлась собственной оригинальной интерпретацией популярного фильма «Черта» (Grease). В старших классах школы Питер совершенствует актёрское мастерство, занимается написанием пьес и их постановкой. В годы учёбы в Театральной Школе Бостонского Университета Пейдж получил полную стипендию, а затем с отличием окончил это учебное заведение.
Позже он начал принимать участие в театральных постановках, сначала в Нью-Йорке, а затем в Портленде (штат Орегон). Дебют актёра состоялся на телевидении, где он снимался в сериалах «Непредсказуемая Сьюзан» (Suddenly Susan) и «Уилл и Грейс» (Will & Grace). Питер участвовал в телевизионных постановках не только в качестве актёра, но также, как сценарист и режиссёр. Его полностью самостоятельной работой стал фильм 2005 года «Скажи «дядя»» (Пейдж выступил в роли сценариста, продюсера, режиссёра и сыграл главную роль) о реакции общества на лиц, подозреваемых в педофилии и о гомофобии в пригородных районах.
С 2000 по 2006 года Питер снимается в американо-канадском телесериале «Близкие друзья» о жизни компании друзей в городе Питтсбурге. Фильм пользовался огромной популярностью среди геев и лесбиянок, в том числе и в России, благодаря правдивому изображению их жизни, проблем, с которыми они сталкиваются в гомофобно настроенном обществе, радостей, которые переживают вместе.
В 2008 году Пейдж снял фильм «Покидая Барстоу».

## Фильмография

### Кино
- 2012 — Копакабана / Copacabana — Миранда
- 2008 — Оставляя Барстоу / Leaving Barstow — DJ
- 2007 — Игрок пинг-понга / Ping Pong Playa — Джеральд
- 2005 — Скажи «дядя» / Say Uncle — Пол Джонсон
- 2004 — Звездный ребёнок / Childstar — Тим
- 2001 — Four of Us, The — Скотт
- 1999 — Поп / Pop — Ник
- 1999 — Угонщики / Joyriders, The — Официант

### Телевидение
- 1999—2000 Время твоей жизни (сериал) / Time of Your Life — Ассистент
- 1999—2000 Факультет (сериал) / Undressed — Кирк
- 1998—2006 Уилл и Грейс (сериал) / Will & Grace — Роджер О’Нил
- 1996—2000 Непредсказуемая Сьюзан (сериал) / Suddenly Susan — Нил Померанц
- 1995—1999 Кэролайн в городе / Caroline in the City — Роберт
- 1995—1996 Человек ниоткуда (сериал) / Nowhere Man — Рекрут № 4
- 2000—2005 Близкие друзья (сериал) / Queer as Folk — Эмметт Ханикатт
- 2000—2008 Подруги (сериал) / Girlfriends — Зеллнер
- 2002—2009 Без следа (сериал) / Without a Trace — Лукас Блюменталь
- 2002—2009 C.S.I.: Место преступления Майами (сериал) / CSI: Miami — Вагнер Гленн
- 2002 — Наша Америка (ТВ-фильм) / Our America — Гэри Ковино
- 2005—2009 Американский папаша! (мультсериал) / American Dad! — Джейсон (озвучка)
- 2005—2010 Анатомия страсти (сериал) / Grey’s Anatomy — О’Лири Бенджамин
- 2005—2006 Связанные (сериал) / Related — Патрик
- 2008—2009 Адвокатская практика (сериал) / Raising the Bar — Грейдон Шон
- 2010 — … Ищейка (сериал) / The Closer — Рики
- 2011 — Кости (сериал) / Bones (14 эпизод 6 сезона «The Bikini in the Soup») — Даррен Харгрув
- 2020 — Кое-что о Гарри / The Thing About Harry — Кейси